# ماکلار
ماکلار (به مجاری:  Maklár) یک شهرداری در مجارستان است که در ناحیه اگر واقع شده‌است. ماکلار ۲۸٫۰۱ کیلومتر مربع مساحت و ۲٬۳۳۷ نفر جمعیت دارد.